# Wolfgang Meißner
Wolfgang Hartmut Meißner (* 9. Dezember 1920 in Buchholz; † 31. Juli 1995 in Steinebach) war ein deutscher Generalleutnant der Luftwaffe der Bundeswehr.

## Leben
Meißner diente ab 1939 in der Nachrichtentruppe der Wehrmacht, zuletzt als Hauptmann und Kompaniechef in der Nachrichtenabteilung 64 der 44. Reichsgrenadier-Division „Hoch- und Deutschmeister“.
Nach dem Krieg studierte er in München Bauingenieurwesen mit Abschluss als Diplomingenieur.
1958 trat er als Hauptmann in die Luftwaffe der Bundeswehr ein und wurde Dozent an der Höheren Technischen Schule der Luftwaffe in Neubierg. Ab 1961 war er Technischer Stabsoffizier im Luftwaffenversorgungsregiment 6 in Oldenburg, ab März 1962 Lehrstabsoffizier an der Technischen Akademie der Luftwaffe und ab September 1962 Referent im Referat IV 3 im Führungsstab der Luftwaffe. Im September 1964 wurde er Kommandeur des Luftwaffenparkregiments 1 in Erding und im April 1967 Kommandeur der Lehrgruppe III der Technischen Akademie der Luftwaffe. Ab 1971 war er Abteilungsleiter im Materialamt der Luftwaffe in Köln und von April bis September 1972 Referent im Führungsstab der Luftwaffe für den Panavia Tornado. Am 1. Oktober 1972 übernahm er als letzter Kommandeur das Kommando über die Fachhochschule der Luftwaffe, die dann in der Hochschule der Bundeswehr München aufging. Bereits ab 1. Oktober 1974 war er in der Verwendung als Stellvertretender Kommandeur und Chef des Stabes bei der Luftwaffenunterstützungsgruppe Süd, wo er anschließend ab dem 1. Oktober 1976 bis zum 30. September 1978 im Dienstgrad Generalmajor Kommandeur war, bevor er am 1. Oktober 1978 in seine letzte militärische Verwendung als Kommandierender General des Luftwaffenunterstützungskommandos versetzt wurde. In dieser Verwendung wurde er zum Generalleutnant befördert. Am 31. März 1981 erfolgte die Versetzung in den Ruhestand.
Meißner war verheiratet, evangelisch und hatte zwei Kinder.

## Auszeichnungen
- Großes Verdienstkreuz des Verdienstordens der Bundesrepublik Deutschland